# DLL hell
DLL hell (DLL-кошмар, буквально: DLL-ад) — тупиковая ситуация, связанная с управлением динамическими библиотеками DLL в операционной системе Microsoft Windows. Аналогичная проблема в других ОС носит название ад зависимостей.
Сущность проблемы заключается в конфликте версий DLL, призванных поддерживать определённые функции. DLL hell — пример плохой концепции программирования, которая, подобно скрытой мине, приводит к резкому возрастанию трудностей при усложнении и совершенствовании системы.

## Описание проблемы
По исходному замыслу, DLL должны быть совместимыми от версии к версии и взаимозаменяемыми в обе стороны.
Реализация механизма DLL такова, что несовместимость и невзаимозаменяемость становится скорее правилом, чем исключением, что приводит к большому количеству проблем.
- Отсутствие стандартов на имена, версии и положение DLL в файловой структуре приводит к тому, что несовместимые DLL легко замещают или отключают друг друга.
- Отсутствие стандарта на процедуру установки приводит к тому, что установка новых программ приводит к замещению работающих DLL на несовместимые версии.
- Отсутствие поддержки DLL со стороны компоновщиков и механизмов защиты приводит к тому, что несовместимые DLL могут иметь одинаковые имя и версию.
- Отсутствуют стандартные инструменты идентификации и управления системой DLL пользователями и администраторами.
- Использование отдельных DLL для обеспечения связи между задачами приводит к нестабильности сложных приложений.

Для избежания конфликтов обычно используют множество избыточных копий DLL для каждого приложения, что сводит на нет исходную идею получения преимущества от DLL как стандартных модулей, хранящихся один раз в памяти и разделяемых многими задачами. Кроме того, при таком опыте после исправления ошибок в DLL или восстановления системы из архива количество различных DLL, носящих одно и то же имя и выполняющих те же функции, возрастает, а автоматическое обновление версии или исправление ошибок становится невозможным.

## История проблемы
Эта проблема возникла в ранних версиях Microsoft Windows.
С подобными же проблемами сталкивались ранние версии Mac OS X, но с использованием других технологий.
Проблема постоянно повторяется, когда программу пытаются запустить не с той DLL, c которой она тестировалась, что показывает изначальную порочность общей концепции, допускающей произвольную замену версий модулей.

## Меры против DLL hell
Данные меры рекомендуют предпринимать одновременно для получения наилучшего результата:
- подсчитать контрольную сумму кода функции, вызываемой из DLL — сравнить с контрольной суммой функции, используемой при написании программы.
- Операционная система должна поставляться совместно с менеджером пакетов, чтобы иметь возможность прослеживать все взаимозависимости DLL, при этом использование менеджера пакетов должно поощряться, а индивидуальная инсталляция DLL — по возможности отвергаться.
- Централизованное распространение библиотек.
- Допустить возможность параллельного использования нескольких версий одной и той же DLL .
- При модификации программного обеспечения для частного использования поставлять также модифицированные версии DLL.
- Во время проектирования DLL должна тщательно продумываться концепция функций и версий.
- DLL не должны использоваться без необходимости, а библиотеки, связанные только с одним приложением, должны подключаться статически (в EXE-файл).

## DLL hell как мотивация проекта .NET
В 2001 корпорация Майкрософт определила подсистему .NET Framework для разработки пакетов (assemblies: см. здесь). Эта подсистема стала поддерживать общую библиотеку времени исполнения, присоединяя DLL к основному исполняемому классу.